# Fredric Pettersson
Fredric Pettersson (* 11. Februar 1989 in Jönköping) ist ein schwedischer Handballspieler.

## Vereinskarriere
Fredric Pettersson begann das Handballspielen in seiner Geburtsstadt bei IK Cyrus. Ab dem Jahre 2008 lief der Kreisläufer für Hammarby IF HF auf. Ab dem Sommer 2011 stand er für zwei Jahre beim dänischen Erstligisten Århus Håndbold unter Vertrag. Anschließend schloss er sich dem schwedischen Erstligisten IFK Kristianstad an. Mit Kristianstad gewann er 2015 und 2016 die schwedische Meisterschaft. Pettersson wechselte im Sommer 2016 zum französischen Erstligisten Fenix Toulouse Handball. Ab der Saison 2018/19 stand er beim Ligakonkurrenten Montpellier Handball unter Vertrag. Im Sommer 2021 kehrte er zu Fenix Toulouse zurück. Dort beendete er nach der Saison 2023/24 seine Karriere. Im Oktober 2024 gab er sein Comeback beim schwedischen Erstligisten Skånela IF.

## Auswahlmannschaften
Pettersson gehörte von 2010 bis 2023 dem Kader der schwedischen Nationalmannschaft an.
Bei der Weltmeisterschaft 2017 erzielte er zwei Treffer in sieben Partien. Mit Schweden zog er in das Finale der Europameisterschaft 2018 ein. Mit Schweden nahm er an den Olympischen Spielen in Tokio teil. Bei der Europameisterschaft 2022 bestritt er alle neun Spiele auf dem Weg zum Titelgewinn und warf dabei zehn Tore. Im Februar 2023 gab er nach 103 Länderspielen das Ende seiner Nationalmannschaftskarriere bekannt.